# Mádia

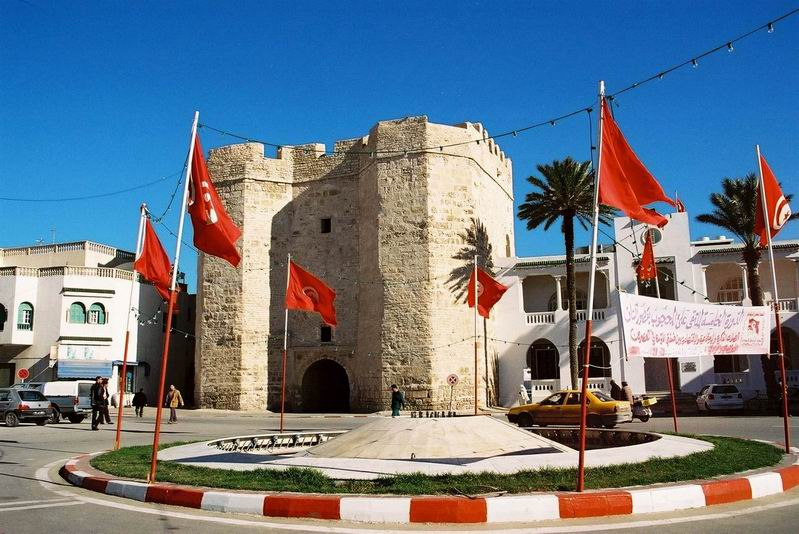
A Skifa Kahla, ou Babe Zuila, uma porta monumental do século X

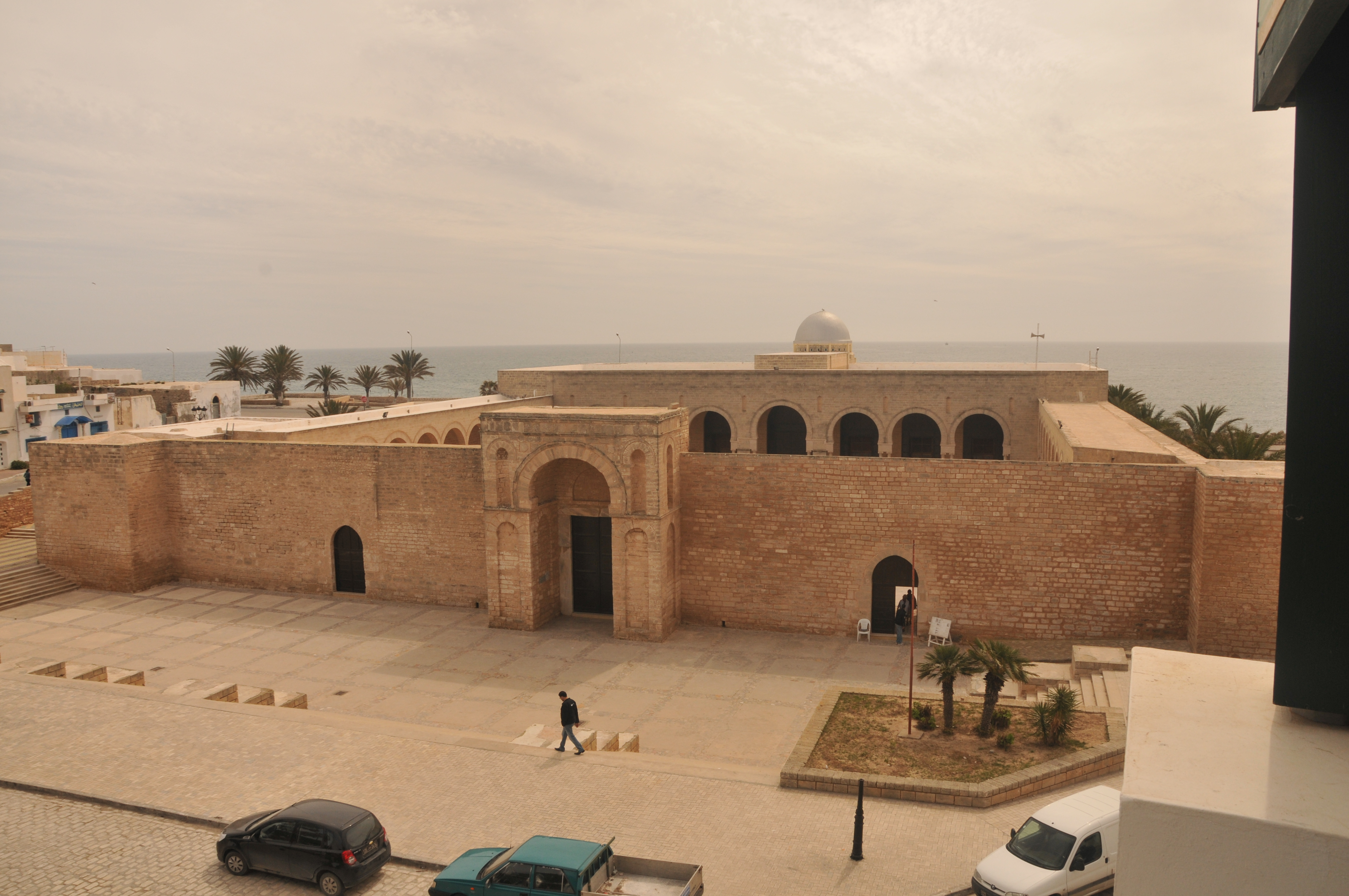
Vista da entrada da Grande Mesquita

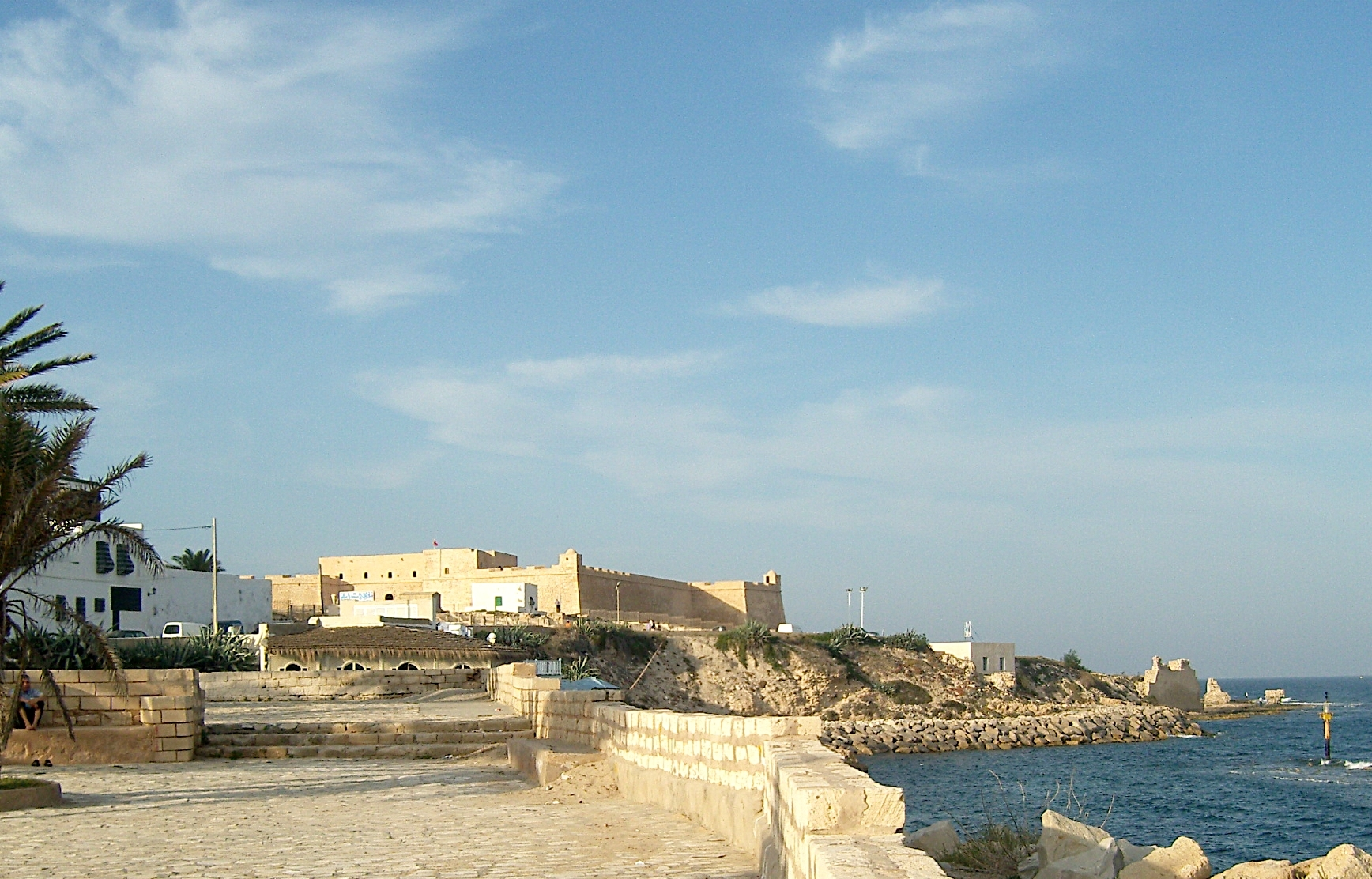
O forte otomano Borje Alquibir, construído no final do século XVI

Mádia (em francês: Mahdia; em árabe: المهدية; romaniz.: al-Mahdiya) é uma cidade da costa oriental da Tunísia e a capital da delegação (espécie de distrito ou grande município) e província (gouvernorat) homónimas.
Em 2004, a delegação tinha 71 546 habitantes e os dois municípios urbanos que constituem a cidade tinham 13 602 habitantes.
Originalmente construída numa península com 1 400 metros de comprimento e 500 metros de largura, onde atualmente se situa o centro histórico, mais recentemente expandiu-se para o interior. Situa-se 45 km a sudeste de Monastir, 60 km a sudeste de Sousse, 100 km a norte de Sfax e 205 km a sudeste de Tunes.
Alberga um dos principais portos de pesca do país. O turismo tem vindo a ganhar cada vez mais importância na economia local.

## História
Conhecida ao longo da sua longa história sucessivamente por Jemma, Afrodísio (Aphrodisium) e Cabo África, antes de ter o nome atual, a situação geográfica estratégica e as suas fortificações permitiram à cidade ter um papel de primeiro plano na bacia mediterrânica até ao século XVI. Mádia começou por ser um entreposto fenício, depois cartaginês e romano. Cerca de 1907, foi descoberto um navio afundado do século I a.C. a seis quilómetros ao largo de Mádia, carregado de objetos de arte ateniense, o que constitui um dos sítios arqueológicos submarinos mais ricos da Tunísia.
No ano 916 o primeiro califa fatímida Abedalá Almadi Bilá ordenou a fundação duma nova cidade, cuja construção demorou cinco anos e à qual foi dado o nome de Mádia e que se tornou a capital fatímida em 921. Teria esse estatuto até 973, quando o Cairo passou a ser a capital do califado. Em 944-945 foi cercada durante oito meses pelos carijitas liderados pelo chefe rebelde Abu Iázide, que não logrou conquistá-la.
Em 1057, os Zíridas refugiam-se em Mádia face à ameaça dos Banu Hilal.[carece de fontes?] O rei normando da Rogério II da Sicília ocupa a cidade em 1148 e mantém o seu domínio até 1160, quando é expulso pelos almóadas. A cidade perde depois importância política a favor de Tunes, mas mantém-se como um porto importante. Ao longo da sua história enfrenta vários cercos.
Em 1390, na sequência da perda de posições comerciais na Tunísia para os venezianos, os genoveses organizam uma expedição militar a que pretenderam dar o cunho de nova cruzada, a pretexto de se vingarem da atividade dos dos piratas da Barbária contra os cristãos. Os genoveses conseguem o apoio de vários nobres franceses e ingleses, entre os quais Luís II de Bourbon, que toma o comando do ataque. A praça, fortemente defendida por berberes de Bugia, Bona, Constantina e outras regiões do Magrebe vindos em socorro dos tunisinos, resiste a todos os assaltos. Os europeus não tardam em desentender-se entre eles e vêm-se obrigados a retornar ao mar e retirar depois de de 61 dias de combates infrutíferos.
No século XVI, Mádia foi tomada pelo corsário e almirante otomano Dragute Arrais, que faz dela um dos seus redutos. Em 1550 a cidade é conquistada por Carlos V, mantendo-se nas mãos dos espanhóis até 1554. Ao retirarem, fazem explodir as muralhas, que os otomanos só reconstruíram parcialmente quando voltaram. A cidade retoma a sua calma pouco a pouco e torna-se um dos maiores portos de pesca da Tunísia.

## Cultura

### Monumentos
A Skifa Kahla, também conhecida como Babe Zuila é uma notável porta fortificada originalmente construída entre 916 e 921 e restaurada no século XIV. Continua a ser um dos pontos de acesso ao centro histórico e um dos raros vestígios das antigas muralhas. O Borje Alquibir (Borj El Kebir) é uma fortaleza dotada duma passagem abobadada e curva que conduz a um pátio imponente; desde 1595 que guarda a ponta do cabo África (Ras Ifríquia).
A Grande Mesquita foi fundada em 916 pelo califa xiita Abedalá Almadi Bilá. Tem a particularidade de não ter minarete. Sofreu várias modificações e renovações ao longo do tempo, sendo finalmente reconstruída entre 1961 e 1965 conforme a planta original do século X. A Mesquita de Haje Mustafá Hâmeza, construída em 1772 e restaurada no século XX é um belo exemplo da arquitetura religiosa do período otomano.
Mádia é ainda conhecida pelo seu cemitério "marítimo", situado à beira mar, na extremidade da península.

### Museu
A cidade tem um museu, de vocação regional, instalado na antiga sede da municipalidade, a qual foi completamente renovada para acolher as coleções. Inaugurado em 1997, tem em exposição diversas peças, nomeadamente cerâmicas dos períodos púnico e romano, mosaicos, uma coleção de moedas da época bizantina, que incluem 268 em ouro, além de vários objetos do período islâmico.

### Desporto
O principal clube desportivo de Mádia é o El Makarem, fundado em 1937 e diversas vezes campeão nacional e africano de andebol. A sua equipa de futebol disputava, em 2012-2013 a terceira divisão tunisina, depois de ter estado na primeira divisão nas décadas de 1960 e 1970.

## Economia
As principais atividades económicas são o turismo, a pesca e o azeite.
O porto de pesca é muito animado a certas horas do dia e nele existem várias fábricas de conservas de peixe. Alguns dos navios pesqueiros são arrastões equipados para a pesca noturna com luzes que atraem o pescado.
A oeste da cidade situa-se um extenso olival e vários lagares de azeite. Além de produto alimentar, este é também matéria prima para a produção de sabão em que 72% da sua composição é azeite.
A cidade é também conhecida pelas seus txteis de seda e lã e pelo artesanato (joalharia, madeira, couro, etc.).
As praias de areia branca, a história tormentosa da cidade e os numerosos hotéis fazem de Mádia uma estação balnear com alguma popularidade. A chamada zona turística, onde se situam a maior parte dos hotéis turísticos, situa-se a norte da cidade, em frente ao bairro de Hibum. A maior parte dos hotéis situa-se à beira mar e têm uma oferta variada.

### Transportes
A cidade é servida por vários eixos rodoviários de importância nacional, nomeadamente pela estrada Tunes-Sfax. Está também ligada por ferrovia com Sousse, Monastir e Sfax. O aeroporto mais próximo é o de Monastir-Habib Bourguiba, situado 50 km a noroeste.